# بیلی ریس
بیلی ریس (انگلیسی: Billy Race; ۵ فوریهٔ ۱۸۹۶ – ۱۹۷۲ (۷۵−۷۶ سال)) بازیکن فوتبال اهل بریتانیا بود.
از باشگاه‌هایی که در آن بازی کرده‌است می‌توان به باشگاه فوتبال هارتل پول یونایتد و باشگاه فوتبال دارلینگتون اشاره کرد.